# King of fools (EP)

King of fools est le premier EP du groupe de power metal allemand Edguy. Ce mini-album a été publié le 2 février 2004 avant la parution de l'album Hellfire Club. Outre la chanson titre, il contient quatre chansons spéciales qui ne sont pas apparues sur le futur album.

## Personnel du EP
- Tobias Sammet - chant
- Tobias « Eggi » Exxel - guitare basse
- Jens Ludwig - guitare
- Dirk Sauer - guitare
- Felix Bohnke - batterie et percussions
- Michael Kiske - chant sur « Judas At The Opera »

## Liste des titres
| No | Titre                           | Durée |
| -- | ------------------------------- | ----- |
| 1. | King of fools (version single)  | 3:35  |
| 2. | New age messiah                 | 6:01  |
| 3. | The savage union                | 4:15  |
| 4. | Holy water                      | 4:18  |
| 5. | Life and times of a bonus track | 3:23  |